# Wachtliella rosae
Wachtliella rosae är en tvåvingeart som först beskrevs av Bremi 1847.  Wachtliella rosae ingår i släktet Wachtliella och familjen gallmyggor. Inga underarter finns listade i Catalogue of Life.